# Gafarró d'Ankober
El gafarró d'Ankober (Crithagra ankoberensis) és un ocell de la família dels fringíl·lids (Fringillidae).

## Hàbitat i distribució
Habita zones arbustives a la llarga de les muntanyes del centre de Etiòpia.